# Wilhelm Kettler
Wilhelm Kettler (Mitau, 20 luglio 1574 – Kucklow, 17 agosto 1640) fu duca di Curlandia e Semigallia dal 1587 al 1616, anno in cui fu costretto a lasciare la carica.

## Biografia
Figlio minore del Duca Gotthard e di sua moglie Anna di Meclemburgo, Wilhelm Kettler nacque a Jelgava il 20 luglio del 1574. Come il fratello maggiore Friedrich, ebbe in gioventù la possibilità di viaggiare in Europa e di formarsi all'estero.
Da alcuni dei viaggi intrapresi da Wilhelm in giovane età traspare il forte legame con l'area culturale tedesca (da cui originariamente proveniva il padre Gotthard). Nel 1590-91 frequentò infatti l'università di Rostock, allora parte del ducato di Pomerania. Ebbe poi modo nel 1599 di partecipare come invitato a Coburgo al matrimonio fra il duca locale Johann Casimir di Sassonia-Coburgo e la principessa Margherita di Brunswick-Lüneburg.
Alla morte del padre nel 1587 ereditò il Ducato di Curlandia e Semigallia assieme al fratello, con il quale rimase co-reggente per nove anni. Nel 1596, come da volontà del defunto genitore, il territorio del piccolo ducato venne diviso fra i due eredi: a Wilhelm fu attribuita la parte occidentale dei domini ducali, ovvero la Curlandia propriamente detta (con capoluogo Goldingen); il fratello maggiore Friedrich ottenne invece il controllo sulla parte orientale (la Semigallia, con la capitale Mitau). Con lo scoppio della guerra polacco-svedese nel 1600, Wilhelm si trovò alla testa delle truppe del piccolo ducato di Curlandia, congiuntamente al fratello Friedrich, a fronteggiare l'invasione svedese.
Nel 1609 si unì in matrimonio con Sofia di Hohenzollern, figlia di Alberto Federico di Prussia, dalla quale ebbe l'anno successivo il suo unico figlio Jacob. Il parto causò dopo solo un mese la morte della duchessa, cui Wilhelm (che non si risposò mai dopo il lutto) riservò uno sfarzoso funerale. Dopo una iniziale sepoltura a Goldingen, il duca dispose il trasferimento della moglie nel castello di Mitau.
Il duca Wilhelm, già provato per la morte improvvisa della moglie, si trovò ben presto a dover affrontare un periodo difficile per il governo della Curlandia: nel 1611 infatti, fu costretto a cedere alla Confederazione polacco-lituana, cui era legato da rapporti di vassallaggio, il territorio della città di Pilten (odierna Piltene), che venne incorporato nel Voivodato di Livonia. A complicare i rapporti con la monarchia polacco-lituana si aggiunse poco dopo anche l'acuirsi dello scontro con i nobili locali, poco propensi a lasciar mano libera al duca per un rafforzamento del proprio potere personale. Nel 1615 fu accusato di aver pianificato l'assassinio dei fratelli Nolde, rappresentanti della nobiltà terriera curlandese. A seguito di tale episodio e della crescente tensione con l'aristocrazia il Landtag del ducato, riunitosi per l'occasione nel castello di Schrunden pose formalmente sotto accusa Wilhelm, che il 4 aprile 1617, fu spogliato del titolo ducale e costretto all'esilio (decisione avallata dal re di Polonia-Lituania Sigismondo III).
Wilhelm chiese così ospitalità ai parenti della moglie e ricevette la protezione di Boghislao XIV di Pomerania, che gli concesse di stabilirsi presso l'abbazia di Kucklow. I suoi tentativi di riottenere il riconoscimento della sua carica ducale (titolo nel frattempo assunto dal fratello Friedrich, che riottenne la sovranità sui due territori della Curlandia e della Semigallia al prezzo della concessione di notevoli autonomie alla nobiltà) ebbero successo solo nel 1632, quando Sigismondo III acconsentì ad attribuirgli nuovamente tale titolo, a condizione che non tornasse mai più sul territorio curlandese.
Wilhelm morì il 17 agosto del 1640. Suo figlio Jacob, che sarà associato alla reggenza del ducato nel 1625 da Friedrich, privo di eredi, e nel 1642, alla morte di quest'ultimo, diventerà unico duca di Curlandia, dispose la sua sepoltura nella cripta ducale del palazzo di Mitau.

## Ascendenza
|                                                   |                                         |                                                | Genitori                                     |  |  | Nonni |  |  | Bisnonni                                                    |  |  | Trisnonni                                        |  |
|                                                   |                                         |                                                |                                              |  |  |       |  |  | Gottardo Kettler, signore di Melrich, Neu-Assen e Hovestadt |  |  | Goswin Kettler, signore di Neu-Assen e Hovestadt |  |
|                                                   |                                         |                                                |                                              |  |  |       |  |  | Gottardo Kettler, signore di Melrich, Neu-Assen e Hovestadt |  |  | Goswin Kettler, signore di Neu-Assen e Hovestadt |  |
|                                                   |                                         | Elisabetta di Hatzfeld                         |                                              |  |  |       |  |  | Gottardo Kettler, signore di Melrich, Neu-Assen e Hovestadt |  |  |                                                  |  |
| Gottardo Kettler, signore di Melrich              |                                         |                                                |                                              |  |  |       |  |  | Gottardo Kettler, signore di Melrich, Neu-Assen e Hovestadt |  |  |                                                  |  |
|                                                   |                                         | Margherita di Bronckhorst-Batenburg            | Dirk von Bronckhorst, signore di Batenburg   |  |  |       |  |  |                                                             |  |  |                                                  |  |
|                                                   |                                         | Margherita di Bronckhorst-Batenburg            | Dirk von Bronckhorst, signore di Batenburg   |  |  |       |  |  |                                                             |  |  |                                                  |  |
|                                                   |                                         | Margherita di Bronckhorst-Batenburg            | Caterina, signora di Gronsfeld               |  |  |       |  |  |                                                             |  |  |                                                  |  |
| Gottardo Kettler, duca di Curlandia e Semigallia  |                                         | Margherita di Bronckhorst-Batenburg            |                                              |  |  |       |  |  |                                                             |  |  |                                                  |  |
|                                                   |                                         | Guglielmo di Nesselrode, signore di Stein      | Giovanni di Nesselrode, signore di Stein     |  |  |       |  |  |                                                             |  |  |                                                  |  |
|                                                   |                                         | Guglielmo di Nesselrode, signore di Stein      | Giovanni di Nesselrode, signore di Stein     |  |  |       |  |  |                                                             |  |  |                                                  |  |
|                                                   |                                         | Guglielmo di Nesselrode, signore di Stein      | Caterina di Gemen                            |  |  |       |  |  |                                                             |  |  |                                                  |  |
| Sibilla di Nesselrode-Stein                       |                                         | Guglielmo di Nesselrode, signore di Stein      |                                              |  |  |       |  |  |                                                             |  |  |                                                  |  |
|                                                   |                                         | Elisabetta di Birgell                          | Engelberto di Birgell                        |  |  |       |  |  |                                                             |  |  |                                                  |  |
|                                                   |                                         | Elisabetta di Birgell                          | Engelberto di Birgell                        |  |  |       |  |  |                                                             |  |  |                                                  |  |
|                                                   |                                         | Elisabetta di Birgell                          | Paitza di Raesfeld                           |  |  |       |  |  |                                                             |  |  |                                                  |  |
| Guglielmo Kettler, duca di Curlandia e Semigallia |                                         | Elisabetta di Birgell                          |                                              |  |  |       |  |  |                                                             |  |  |                                                  |  |
|                                                   | Magnus II, duca di Meclemburgo-Schwerin | Enrico IV, duca di Meclemburgo-Schwerin        |                                              |  |  |       |  |  |                                                             |  |  |                                                  |  |
|                                                   | Magnus II, duca di Meclemburgo-Schwerin | Enrico IV, duca di Meclemburgo-Schwerin        |                                              |  |  |       |  |  |                                                             |  |  |                                                  |  |
|                                                   | Magnus II, duca di Meclemburgo-Schwerin | Dorotea di Brandeburgo                         |                                              |  |  |       |  |  |                                                             |  |  |                                                  |  |
| Alberto VII, duca di Meclemburgo-Güstrow          | Magnus II, duca di Meclemburgo-Schwerin |                                                |                                              |  |  |       |  |  |                                                             |  |  |                                                  |  |
|                                                   |                                         | Sofia di Pomerania-Wolgast                     | Eric II, duca di Pomerania-Wolgast           |  |  |       |  |  |                                                             |  |  |                                                  |  |
|                                                   |                                         | Sofia di Pomerania-Wolgast                     | Eric II, duca di Pomerania-Wolgast           |  |  |       |  |  |                                                             |  |  |                                                  |  |
|                                                   |                                         | Sofia di Pomerania-Wolgast                     | Sofia di Pomerania-Stolp                     |  |  |       |  |  |                                                             |  |  |                                                  |  |
| Anna di Meclemburgo-Güstrow                       |                                         | Sofia di Pomerania-Wolgast                     |                                              |  |  |       |  |  |                                                             |  |  |                                                  |  |
|                                                   |                                         | Gioacchino I, principe elettore di Brandeburgo | Giovanni I, principe elettore di Brandeburgo |  |  |       |  |  |                                                             |  |  |                                                  |  |
|                                                   |                                         | Gioacchino I, principe elettore di Brandeburgo | Giovanni I, principe elettore di Brandeburgo |  |  |       |  |  |                                                             |  |  |                                                  |  |
|                                                   |                                         | Gioacchino I, principe elettore di Brandeburgo | Margherita di Sassonia                       |  |  |       |  |  |                                                             |  |  |                                                  |  |
| Anna di Brandeburgo                               |                                         | Gioacchino I, principe elettore di Brandeburgo |                                              |  |  |       |  |  |                                                             |  |  |                                                  |  |
|                                                   |                                         | Elisabetta di Danimarca                        | Giovanni, re di Danimarca                    |  |  |       |  |  |                                                             |  |  |                                                  |  |
|                                                   |                                         | Elisabetta di Danimarca                        | Giovanni, re di Danimarca                    |  |  |       |  |  |                                                             |  |  |                                                  |  |
|                                                   |                                         | Elisabetta di Danimarca                        | Cristina di Sassonia                         |  |  |       |  |  |                                                             |  |  |                                                  |  |
|                                                   |                                         | Elisabetta di Danimarca                        |                                              |  |  |       |  |  |                                                             |  |  |                                                  |  |